# Bacchus (Frankendael)
Bacchus is een artistiek kunstwerk in Park Frankendael, Amsterdam-Oost.
Het betreft een hardstenen beeld van Bacchus, god van de wijn. De maker is niet bekend. Het beeld zou geplaatst zijn toen Jan Gildemeester hier vanaf 1759 woonde. Het landgoed ging in 1779 over in handen van zijn zoon Jan Gildemeester Jansz.. Het beeld staat samen met het beeld van Ceres vermoedelijk afgebeeld op een prent van Gerrit Lamberts uit circa 1817.
Het beeld is sinds 13 mei 1992 een rijksmonument. In het rijksmonumentenregister wordt het omschreven als een hardstenen manshoog tuinbeeld, waarbij Bacchus een kroon heeft van druivenranken. In de linkerhand heeft hij een bokaal met druiven. Het beeld staat op een hardstenen kubusachtige sokkel met ingezwenkte vlakken, die zich booggewijs verjongen.

De Middenweg met links de fontein en twee beelden

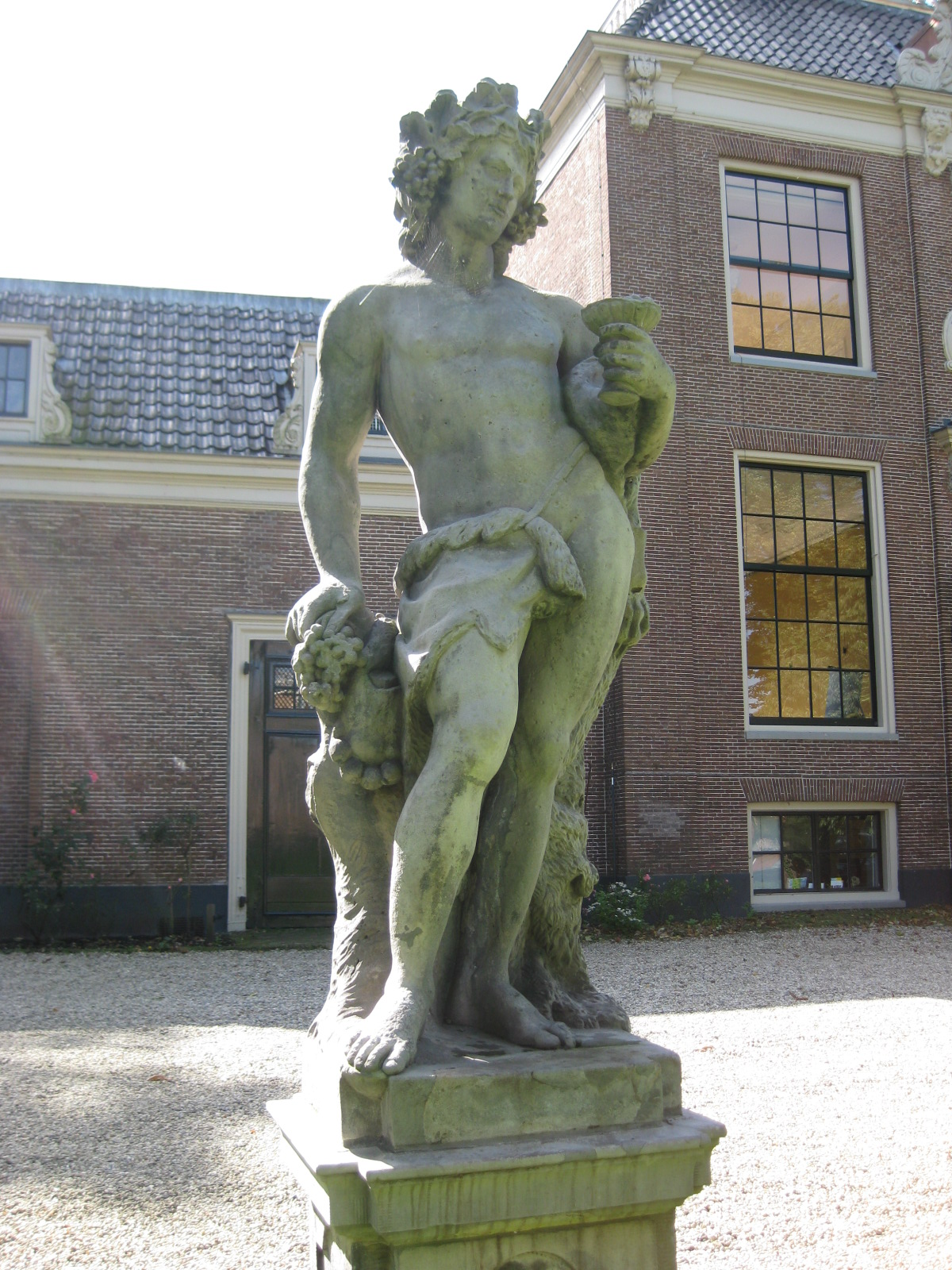
Close-up beeld (2011)